# Поджо-Ренатико
Поджо-Ренатико (итал. Poggio Renatico) —  коммуна в Италии, располагается в регионе Эмилия-Романья, подчиняется административному центру Феррара.
Население составляет 7673 человека, плотность населения составляет 97 чел./км². Занимает площадь 79 км². Почтовый индекс — 44028. Телефонный код — 0532.
Покровителем населённого пункта считается Архангел Михаил. Праздник ежегодно празднуется 29 сентября.